# Чайки (Обухівський район)
Чайки́ — село в Україні, в Обухівському районі Київської області. Населення становить 388 осіб.

## Історія
У 18 столітті в селі зведено козацьку церкву, на місці якої станом на 21 століття існує церква Святого Миколи Чудотворця.
Станом на 1885 рік у колишньому власницькому селі Богуславської волості Канівського повіту Київської губернії мешкало 718 осіб, налічувалось 83 дворових господарства, існували православна церква, школа та постоялий будинок.
За переписом 1897 року кількість мешканців зросла до 1006 осіб (486 чоловічої статі та 520 — жіночої), з яких 991 — православної віри.
З 1917 — у складі УНР. З 1920 село перебуває у повстанській Медвинській республіці. Після окупації села російськими комуністами влада вдалася до терору проти незалежних господарників, який призвів до масових голодних смертей. Галина Денисенко згадує:
| До нас у хату зайшов комісар по хлібозаготовках. Згадую його блискучі чоботи, які рипіли коли він походжав по хаті. Цей нелюд бив матір, вимагаючи, щоб вона зізналася де зерно. Мати мовчала. Комісар розсердився і почав порсатися в печі. Знайшов малесенький клумочок з зерном. Я впала на коліна, просила комісара не забирати останній харч. Та чоловік вдарив мене ногою і, грюкнувши дверима, пішов собі... |

## Сільський храм

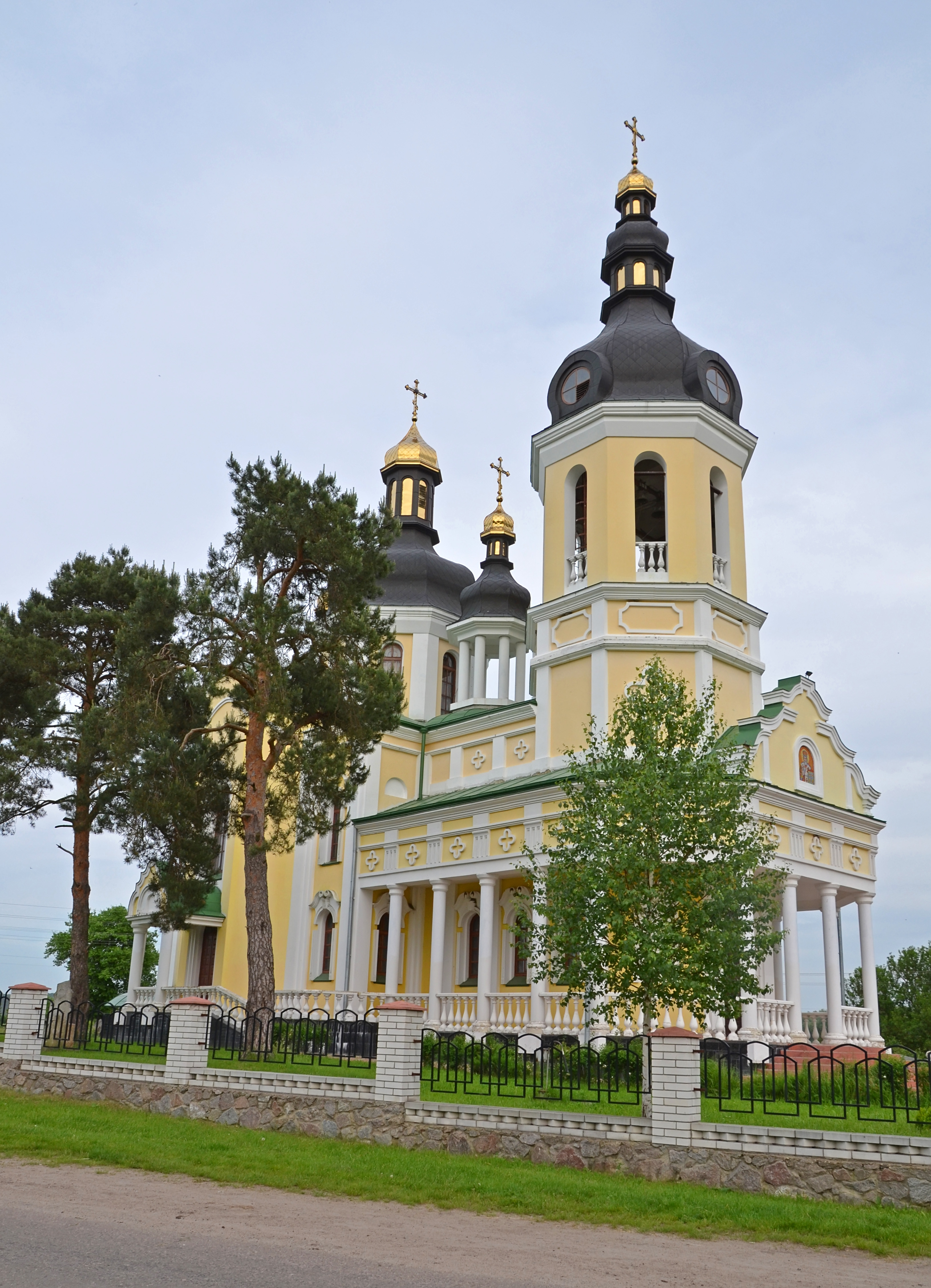
Миколаївська церква (відбудована), село Чайки

22 травня парафія храму святителя Миколая Чудотворця УПЦ КП села Чайки святкує своє престольне свято. Цей храм має давню історію, його ще називають «козацькою церквою», оскільки збудований він був козаками 1558. В часи безбожницької комуно-більшовицької влади Свято-Миколаївський храм зруйнували. Проте, стараннями настоятеля — протоієрея Ігора Поліжака, громади, а також фундатора — Петра Головатенка, Миколаївську церкву відродили. 2002 звершена закладка фундаменту для відбудови святині, а 2004 Святійший Патріарх Київський і всієї Руси-України Філарет звершив чин освячення відродженого храму.
Клірові відомості, метричні книги, сповідні розписи церкви св. Миколая с. Чайки Київського воєв. Богуславського староства, з 1790 р. Богуславського пов. Київського нам., з 1797 р. Богуславської волості, пов., з 1846 р. Канівського пов. Київської губ. зберігаються в ЦДІАК України. http://cdiak.archives.gov.ua/baza_geog_pok/church/chai_001.xml [Архівовано 19 липня 2019 у Wayback Machine.]
Церква св. Миколая с. Чайки — див. https://ua.igotoworld.com/ua/poi_object/70994_nikolaevskaya-cerkov-chayki.htm [Архівовано 19 липня 2019 у Wayback Machine.]

## Видатні постаті
Конон Бей — єпископ УАПЦ. Починав служіння із села Чайки.